# David Alan Simpson
David Alan Simpson ( 1955) es un botánico, profesor, y curador inglés. Ha participado en los estudios de la flora de China, y además fue representante de Royal Botanic Gardens, Kew, del Comité Editorial para su publicación.

## Algunas publicaciones
- r. Govaerts, d.a. Simpson, j. Bruhl, t. Egorova, p. Goetghebeur, k. Wilson, K. 2007. Word checklist of Cyperaceae Sedges. Royal Botanic Gardens, Kew
- d.a. Simpson, a. m. Muasya, m. Alves, j.j. Bruhl, s. Dhooge, m.w. Chase, c.a Furness, k. Ghamkhar, p. Goetghebeur, t.r. Hodkinson, a.d. Marchant, a.a. Reznicek, r. Nieuwborg, e.a. Roalson, e. Smets, j.r. Starr, w.w. Thomas, k.l. Wilson, x. Zhang. 2007. Phylogeny of Cyperaceae based on DNA sequence data - a new rbcL analysis. Aliso 23: 72-83
- julian r. Starr, stephen a. Harris , David a. Simpson. 2004. Phylogeny of the unispicate taxa in Cyperaceae Tribe Cariceae I: generic relationships and evolutionary scenarios. Systematic Botany 29 ( 3 ) : 528–544 doi=10.1600/0363644041744455
- 2001. Cyperaceae of economic, ethnobotanical and horticultural importance: a checklist. Kew bull. 56 (2) Ed. Royal Botanic Gardens. 104 pp. ISBN 0-11-782081-4
- 1998. Cyperaceae. Flora of Thailand 6 (4) Ed. The Forest Herbarium, Royal Forest Department. 14 pp.

### Libros
- thawatchai Santisuk, kai Larsen, David a. Simpson, David j. Middleton, robert r. Haynes, tetsuo Koyama. 1999. Flora of Thailand. Ed. The Forest Herbarium, Royal Forest Dep. 250 pp.

- La abreviatura «D.A.Simpson» se emplea para indicar a David Alan Simpson como autoridad en la descripción y clasificación científica de los vegetales.[3]